# Franz Kemser
Franz Kemser (Partenkirchen, 11 novembre 1910 – Garmisch-Partenkirchen, 20 gennaio 1986) è stato un bobbista tedesco.

## Biografia
Ai VI Giochi olimpici invernali (edizione disputatasi nel 1952 a Oslo, Norvegia) vinse la medaglia d'oro nel Bob a 4 con i connazionali Lorenz Nieberl, Andreas Ostler e Friedrich Kuhn. dietro di loro le nazionali statunitense e svizzera. Vinsero anche grazie al peso complessivo del gruppo, superando i 470 kg, dopo tale competizione fu imposto il limite di 420 kg.
Il tempo segnato fu di 5:07,84  quasi tre secondi da quella statunitense (5:10,84) e quasi quattro secondi dalla svizzera (5:11,70).
Inoltre ai campionati mondiali vinse due argenti e un bronzo:
- nel 1938, medaglia d'argento nel bob a quattro con Werner Windhaus, Bobby Braumiller e Hanns Kilian.[3]
- nel 1939, medaglia di bronzo bob a quattro con Hanns Kilian, Werner Windhaus e Bobby Braumiller.[3]
- nel 1953, medaglia d'argento nel bob a due con Anderl Ostler.[4]